# بورگه برنده
بورگه برنده (انگلیسی: Børge Brende؛ زادهٔ ۲۵ سپتامبر ۱۹۶۵) سیاستمدار اهل نروژ است.